# エチューズ〜飛翔〜
エチューズ〜飛翔〜（エチューズ ひしょう）は、将来活躍が期待される女優を紹介するパーソナル特集番組である。2010年2月18日からスカパー!のエンタ!371（スカパー371ch）にて放送されている。

## 概要
将来活躍が期待される10代の新人女優1人をゲストとして招き、「PV風のショートムービー」を軸に「インタビュー」「オフショット」の3コーナーで「演技」「思考」「素顔」の3面を特集する。

## 出演者
- 日向ななみ（2010年2月18・21・25・28日）[1]
- 森乃美紅（2010年3月18・21・25・28日）[2]